# 1741 en santé et médecine
| Années de la santé et de la médecine : 1738 - 1739 - 1740 - 1741 - 1742 - 1743 - 1744    |
| Décennies de la santé et de la médecine : 1710 - 1720 - 1730 - 1740 - 1750 - 1760 - 1770 |

Cet article présente les faits marquants de l'année 1741 en santé et médecine.

## Événements
- A l'instar de Paris, Montpellier se dote d'un Collège de Chirurgie[1].
- Jacques Daviel invente la chirurgie moderne de la cataracte par extraction du cristallin[2].
- Daubenton passe sa thèse de médecine à Reims et revient à Montbard, sa ville natale, pour y exercer avant d’être appelé par Buffon à Paris.
- Famine en Europe et plus particulièrement en Irlande[3],[4].
- Épidémie de fièvre jaune à Malaga[5].

## Publications
- Publication, à Liège, de la Pharmacopoea Leodiensis,  pharmacopée officielle réalisées par quatre médecins afin d’uniformiser les préparations. On y trouve la liste autorisée des drogues simples et composées, c’est-à-dire les préparations galéniques, dont le prix est désormais fixé. Document officiel, son usage est rendu obligatoire à tous médecins et apothicaires du pays de Liège[6].
- Nicolas Andry de Boisregard : L'orthopédie ou l'art de corriger dans les enfants les difformités du corps[7]. Il introduit pour la 1re fois le terme « orthopédie » dans le titre de son ouvrage et décrit la « chlorose » de l'enfant[8].
- Étienne-François Geoffroy, Tractacus de materia medica[9].
- Duhamel du Monceau, Observations sur la réunion des fractures des os[10].

## Naissances
- 4 mars : Casimiro Gómez Ortega (mort en 1818), médecin, pharmacien et botaniste espagnol.
- 17 mars : William Withering (mort en 1799), médecin et botaniste britannique, célèbre pour sa découverte de la digitaline.
- 11 avril : Pierre Lassus (mort en 1807), chirurgien français.
- 4 juin : Jean François Coste (mort en 1819), médecin militaire français.
- 11 juin : Joseph Warren (mort en 1775), homme politique, médecin et militaire américain.
- 6 juillet : Charles Andry (mort en 1829), médecin français.
- 1er octobre : René Gastellier (mort en 1821), médecin et homme politique français.
- 16 octobre : Henri-Alexandre Tessier (mort en 1837), médecin et agronome français.
- 8 décembre : Paul Dietrich Giseke (mort en 1796), médecin et un botaniste allemand.

Sans date
- Pierre-Joseph Amoreux (mort en 1824) médecin et naturaliste français.
- Adam Kuhn (mort en 1817), médecin et naturaliste américain.

## Décès
- 2 mai : Karl Niklaus Lang (né en 1670), médecin et naturaliste suisse.
- 18 juin : François Pourfour du Petit (né en 1664), médecin, naturaliste, anatomiste et ophtalmologue français[11].
- 28 juillet : Ægidius Ziervgel (né en 1697), pharmacien et naturaliste suédois.